# Частная охранная организация
Частное охранное предприятие/организация (ЧОП/ЧОО) — вид негосударственных правоохранительных органов.

## История
В Российской Империи охраной частных банков и инкассацией для них занимались артельщики.
В СССР функции поддержания правопорядка были возложены на органы милиции. Функции охраны собственности были возложены на подразделения вневедомственной охраны при МВД СССР, ведомственную военизированную охрану (1927—1999) и сторожей.
Советская власть разрешала частным артелям охранять имущество. 9 декабря 1921 года по инициативе Ф. Э. Дзержинского принят Декрет ВЦИК и СТО республики «Об охране складов, пакгаузов и кладовых, а равно сооружений на железнодорожных и водных путях сообщения», в соответствии с которым разрешалось Народному Комиссариату Путей Сообщения РСФСР на тех железных дорогах и водных путях, или их участках, а также отдельных станциях и пристанях, на которых это будет признано возможным, поручать охрану багажа и грузов, а равно отдельных поездов, пакгаузов и всякого рода складов, а также производство операций по приему, развозке и выдаче грузов, частным артелям за их полной ответственностью за целость и сохранность вверяемых им ценностей.
Спасание имущества организаций гражданами в советском законодательстве регулировалось гражданским правом как отдельный вид обязательств: "обязательства, возникающие вследствие спасания социалистического имущества". Вред, понесенный гражданином при спасании социалистического имущества от угрожавшей ему опасности, возмещался той организацией, имущество которой спасал потерпевший.
В период перестройки принят закон № 8998-XI «О кооперации в СССР» от 26 мая 1988 года. Охранная деятельность не была отражена или регламентирована в тексте закона, однако на практике проявлялась в оказании «охранными кооперативами» защиты личной безопасности клиента и его интересов в частном порядке, в соответствии с договорами. 25 мая 1989 года в Ленинграде было создано первое в СССР кооперативное частное сыскное бюро «Алекс», в перечень услуг которого входила охрана личности клиента. Бюро очень быстро обрастало филиальной сетью — спрос на новую для советских предпринимателей услугу был ажиотажным.. Председателем бюро «Алекс» являлся дважды судимый А. Елесин. По состоянию на 1 июня 1990 года охранные кооперативы были открыты и действовали в Ленинграде, Горьком, Новосибирске, Риге, Петрозаводске, Алма-Ате и Новокузнецке.

## Правовой статус ЧОП в России

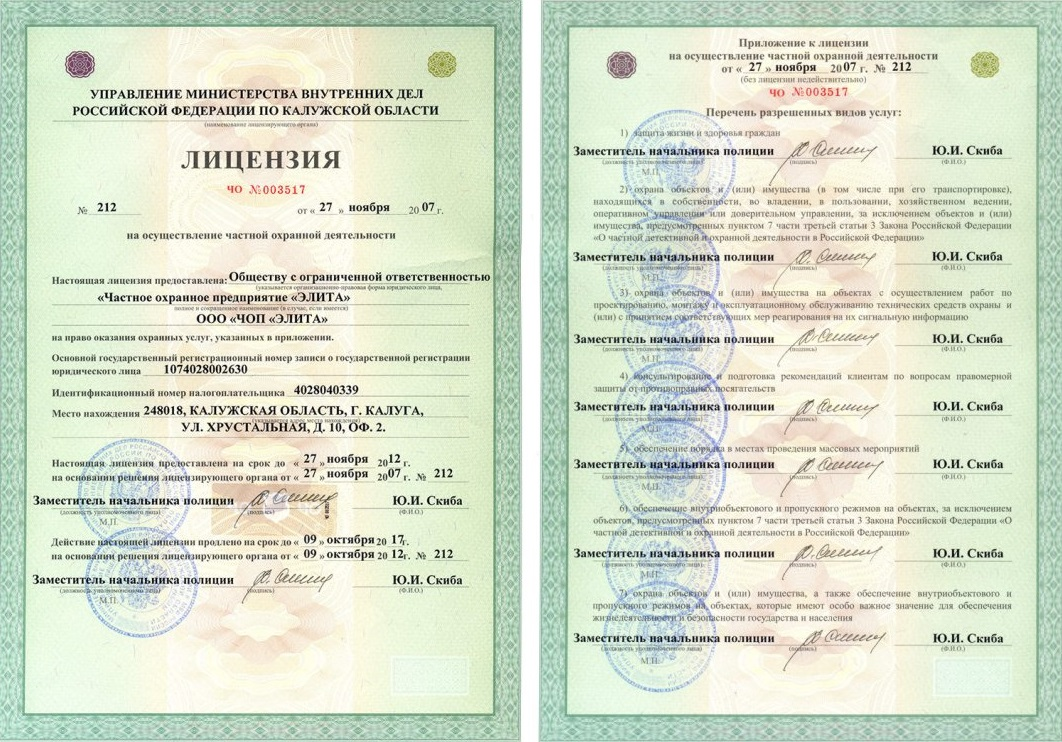
Единый образец лицензии на частную охранную деятельность в России.

Деятельность ЧОП в России регулируется Законом Российской Федерации от 11.03.1992 № 2487-1 «О частной детективной и охранной деятельности в Российской Федерации». Постановлением Правительства РФ от 14.08.1992 N 587 "Вопросы частной детективной (сыскной) и частной охранной деятельности. и Положением о лицензировании частной охранной деятельности, утвержденным постановлением Правительства РФ от 23.06.2011 № 498
С 2016 года на основании Федерального закона от 3.07.2016 № 226-ФЗ «О войсках национальной гвардии Российской Федерации», государственный надзор за деятельностью охранных организаций осуществляется территориальными центрами лицензионно-разрешительных работ ЦЛРР Росгвардии. — до этого государственный надзор осуществлялся территориальными органами ЦЛРР МВД России.
В начале 1990-х, первые частные охранные структуры в России создавались в форме акционерных обществ либо обществ с ограниченной ответственностью.
В апреле 2009 года в «Единый справочник профессий» была официально внесена профессия «охранник».
С 1 января 2010 года понятие «Предприятия, осуществляющие частную детективную и охранную деятельность» (ЧОП) заменено на «Организации, осуществляющие частную охранную деятельность».
Частная охранная организация (ЧОО) может быть создана только в форме общества с ограниченной ответственностью и не может осуществлять иную деятельность, кроме охранной. При этом имеется исключение, в соответствии с которым Правительство Российской Федерации разрешило ряду юридических лиц сохранить ведомственные ЧОО (ПАО «Газпром» — ООО ЧОО «Газпром Охрана», ОАО «Российские железные дороги» — ООО "ЧОП «РЖД-ОХРАНА») или создать их заново.
Таким образом, создана система независимых ЧОО и корпоративных ЧОО.
В соответствии с кодом ОКВЭД: 80.10 (Деятельность частных охранных служб) органы местного самоуправления вправе создавать муниципальные казённые учреждения. Так в Белгороде действует 
МКУ „Муниципальная стража“, в Тольятти „Охрана общественного порядка“ МКУ ООП, в Уфе МКУ „Центр общественной безопасности“ — данные учреждения осуществляют профилактику терроризма и экстремизма общественного порядка на основании пункта 7.1 статьи 16 Федерального закона от 06.10.2003 N 131-ФЗ „Об общих принципах организации местного самоуправления в РФ“. Однако не могут иметь лицензии на спецстредства и осуществлять охрану. Частично осуществляют контрольно пропускной режим КПР на объектах, кроме школ.
В 2011 году Правительство Москвы для охраны муниципальных объектов города Москвы организовало ООО ЧОО „Столичная безопасность“ (учредитель департамент городского имущества города), которое было создано в порядке статьи 15.1 Закона РФ „О частной детективной и охранной деятельности в РФ“ и части 2 Правил предоставления права учреждения частной охранной организации юридическим лицом, осуществляющим иную деятельность, кроме охранной» утверждённых Правительством РФ от 24.02.2010 N 82 которая была отнесена к стратегическому городу, как к стратегическому предприятию. Несмотря на это, журналисты усомнились в законности создания Столичной охраны, по причине что город Москва не является предприятием, а является субъектом.
Законодательство разделяет детективную и охранную деятельность. Объединять два эти вида деятельности могут либо ассоциации ЧОП и детективных предприятий (сохраняющих свою обособленность), либо обособленные предприятия (службы безопасности), созданные исключительно для обеспечения безопасности своего учредителя.
«В целях охраны разрешается предоставление следующих видов услуг:
1. защита жизни и здоровья граждан;
2. охрана имущества собственников, в том числе при его транспортировке;
3. проектирование, монтаж и эксплуатационное обслуживание средств охранно-пожарной сигнализации;
4. консультирование и подготовка рекомендаций клиентам по вопросам правомерной защиты от противоправных посягательств;
5. обеспечение порядка в местах проведения массовых мероприятий.

Физическим и юридическим лицам, не имеющим правового статуса частного детектива, частного детективного предприятия или объединения, частного охранника или частного охранного предприятия либо охранно-сыскного подразделения, запрещается оказывать услуги, перечисленные в настоящей статье»
Частная охранная деятельность не распространяется на объекты государственной охраны и охраняемые объекты, предусмотренные Федеральным законом от 27 мая 1996 года № 57-ФЗ «О государственной охране», а также на объекты, перечень которых утверждается Правительством Российской Федерации.
Деятельность ЧОП подлежит обязательному лицензированию органами Росгвардии (ОЛРР). Руководители охранных предприятий, обязаны иметь высшее образование.
Каждый частный охранник с 1 января 2010 года обязан иметь документ — удостоверение (лицензию) частного охранника на физическую охрану, единого государственного образца, ранее выданных МВД и с 2016 г. «Росгвардией» с присвоением квалификационного разряда. С 2012 года сроки периодической проверки составляют::
- 4-й разряд — охрана без оружия[27], периодическая проверка — ежегодно;
- 5-й разряд — охрана со спецсредствами, служебным травматическим оружием периодическая проверка — ежегодно;
- 6-й разряд — охрана со спецсредствами, служебным огнестрельным оружием, периодическая проверка — ежегодно.

В 2012 году рассматривалась возможность о возвращении частным охранным структурам права на приобретение в собственность огнестрельного оружия. Кроме того, предлагалось разрешить службам авиационной безопасности использовать оружие на правах «юридического лица с особыми уставными задачами».
В январе 2012 года были отменены ограничения на применение частными охранниками специальных средств (утратило силу приложение № 4 к постановлению правительства РФ от 14.08.1992 № 587 «Правила применения частными охранниками и детективами специальных средств»)

## Общая численность в РФ

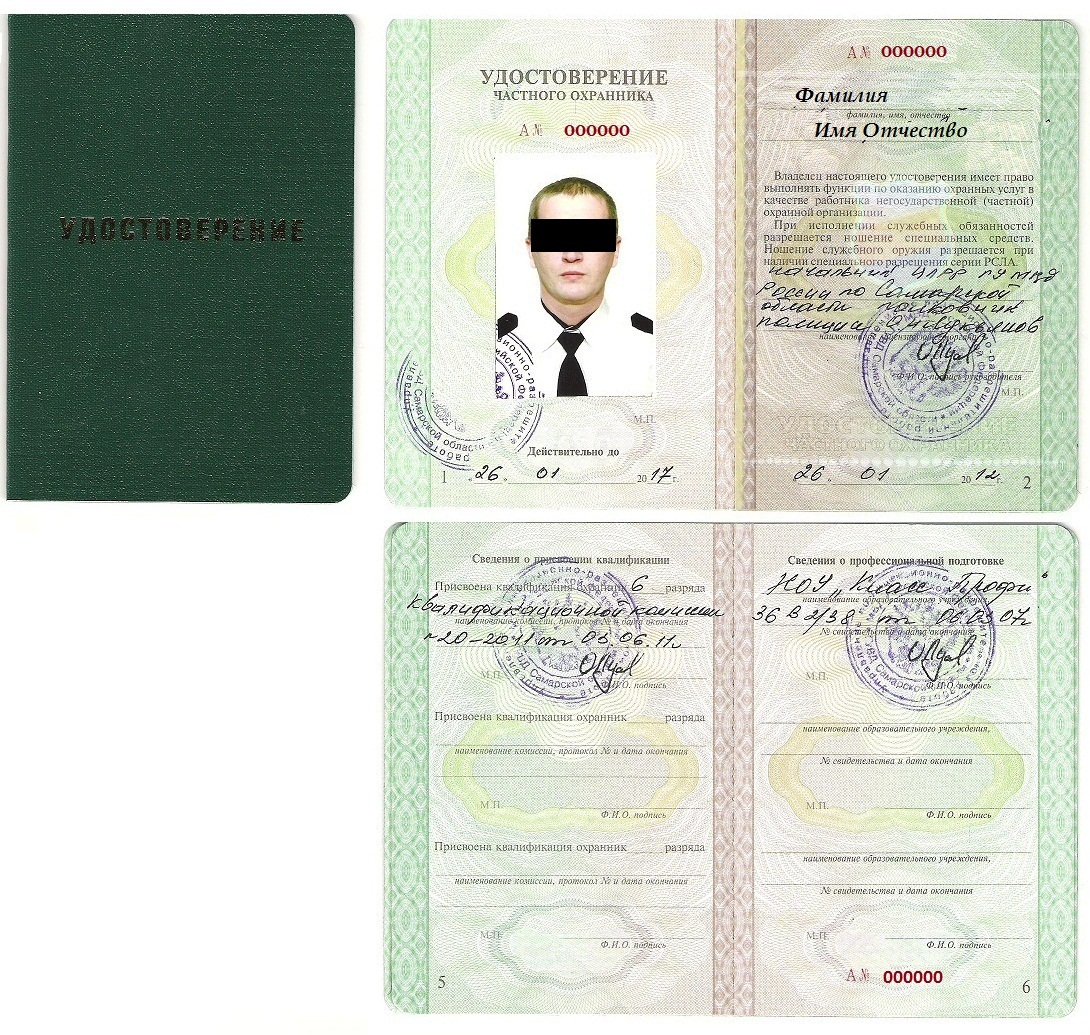
Удостоверение частного охранника.
С 1 января 2010 г. — обязательный документ для сотрудника ЧОП. Выдается по месту постоянной регистрации

Численность частной охраны в постсоветской России имеет тенденцию к увеличению:
Так, в начале 1993 года в РФ насчитывалось свыше 100 тыс. сотрудников частных охранных структур и служб безопасности.
В 1993—1994 годы в России было зарегистрировано более 8000 частных охранных предприятий, а также 5287 служб безопасности (эти охранные структуры не проходили процедуру лицензирования), создано 38 частных детективных объединений. При этом, в указанный период 445 лицензий на частную охранную деятельность было аннулировано. В результате, к 1995 году в охранных предприятиях РФ работали свыше 60 тыс. охранников, имелось 21 тыс. единиц огнестрельного оружия (в том числе, 13 тыс. пистолетов ПМ) и 10 тыс. газовых пистолетов и револьверов.
В 1999 году в РФ было зарегистрировано 11 тыс. охранных предприятий, 165 788 лицензированных охранников, имеющих около 71 тыс. единиц служебного оружия.
С начала 2000-х годов в деятельности частных охранных структур имеет место тенденция к переходу от физической охраны объектов сотрудниками охраны к использованию технических средств охраны (охранно-пожарной сигнализации, систем видеонаблюдения, контроля и управления доступом).
В 2002 году, в соответствии с Федеральным законом № 156 от 27 ноября 2002 года «Об объединениях работодателей», в России было разрешено создание объединений работодателей негосударственных структур безопасности.
В начале 2004 года в РФ было зарегистрировано 18 тыс. охранных предприятий, в которых работало 440 тыс. охранников и имелось около 120 тыс. ед. служебного оружия (в том числе, около 80 000 пистолетов и револьверов).
В 2005 году в РФ действовали 22 тыс. охранных предприятий, в которых работали 581,8 тыс. лицензированных охранников. По состоянию на январь 2005 года, под их охраной находилось около 135 тыс. объектов
На сентябрь 2009 года в РФ действовали 29 290 ЧОПов и служб безопасности, в которых работали 762 тыс. сотрудников и имелось около 120 тыс. ед. служебного оружия. Под их охраной находились свыше 300 тыс. объектов.
В дальнейшем, после 1 января 2010 года (в связи со вступлением в силу изменений в законодательстве) количество охранных фирм несколько уменьшилось, количество охранников сократилось до 745 тыс. человек.
По состоянию на середину 2012 года в РФ действовало около 24 тыс. частных охранных организаций, 74 охранных холдингов и ассоциаций, в которых работали 654 300 лицензированных охранников и 1 650 частных детективов. Услуги по подготовке и повышению квалификации частных охранников, детективов и руководителей охранных структур оказывали 400 негосударственных образовательных учреждений (НОУ). На вооружении охранных структур имелось 94 500 единиц оружия и в НОУ — 2 900 единиц оружия.
К середине 2015 года в РФ действовали 23,6 тыс. частных охранных организаций, в которых работали 715,6 тыс. человек. Под их охраной находилось 895,5 тыс. объектов различных форм собственности
К осени 2017 г. зафиксировано 22,8 тыс. ЧОО.
По мнению ряда авторов, в долговременной перспективе это обстоятельство (наличие в РФ столь многочисленных силовых формирований, призванных защищать частные интересы) может иметь определенные негативные последствия для страны и общества.

## Государственный надзор
На основании статьи 20 Закон от 11.03.1992 N 2487-1 «О частной детективной и охранной деятельности в Российской Федерации» — государственный контроль и надзор за охранными организациями, вне зависимости от форм собственности, возложен на территориальные Центры лицензионно-разрешительных работ ЦЛРР «Росгвардии».
Также к подследственности ЦЛРР «Росгвардии» отнесена статья 203 УК РФ «Превышение полномочий частным детективом или работником частной охранной организации, имеющим удостоверение частного охранника, при выполнении ими своих должностных обязанностей»
Контроль и надзор за соблюдением законодательства о налогах и сборах, страховых взносов, а также отнесенных к нему требований трудового кодекса, на основании главы II Постановления Правительства РФ от 30.09.2004 N 506 «Об утверждении Положения о Федеральной налоговой службе» возложен на Федеральную налоговую службу. Обе службы по жалобам граждан осуществляют выездные внеплановые проверки.
Действуют Координационные общественные советы по вопросам частной охранной деятельности при территориальных управлений ЦЛРР Росгвардии.

## Профессиональный союз
Работники частных охранных организаций, на основании Федерального Закона № 10 от 12.01.1996 «О профессиональных союзах», обладают правом вступать и создавать первичные отделения профессиональных союзов. Разрешение на создание первичной профсоюзной организации от руководства частной охранной организации не требуется. Выбор профсоюзной организации устанавливается самостоятельно работниками. Размер членских взносов устанавливает положение и устав выбранной профсоюзной организации. Первичное отделение профсоюза создаётся с письменного заявления не менее 3-х работников охранной организации, которое ставится на учёт в региональное отделение профсоюза.
Наиболее крупным Общероссийским является «Профессиональный союз работников государственных учреждений и общественного обслуживания», который на основании устава об общественном обслуживании, правомочен принимать на учёт первичные отделения организаций, оказывающие охранные услуги вне зависимости от форм собственности. Также существуют отраслевые региональные профсоюзы охраны и безопасности, созданных при охранных организациях, действующих в пределах своего региона.

## Специализированные подразделения
В составе крупных ЧОПов нередко действуют специализированные подразделения, в том числе:
- пункты централизованного наблюдения (ПЦН) — осуществляют управление и контроль систем и средств технической охраны объектов (видеонаблюдения, охранно-пожарной сигнализации).
- группы быстрого реагирования (ГБР) / группы немедленного реагирования (ГНР) — мобильные группы, которые при поступлении сигнала тревоги в ЧОП осуществляют срочный выезд по полученному сигналу и предпринимают необходимые действия. Как правило, личный состав формируется из наиболее подготовленных сотрудников, оснащенных огнестрельным оружием[53], средствами связи, средствами индивидуальной защиты и имеет в распоряжении служебный автомобиль.
- группы сопровождения инкассаторов — осуществляют охрану и сопровождение инкассаторов, кассиров, иных лиц с товарно-денежными ценностями, а также отдельных категорий ценных грузов. Как правило, личный состав формируется из опытных сотрудников, оснащенных огнестрельным оружием, средствами связи и средствами индивидуальной защиты.
- группы личной охраны — телохранители, группы сопровождения весьма именитых персон и их транспорта.
- «физические посты» и команды охраны стационарных объектов, осуществляющие охрану объектов различных категорий. Также могут быть оснащены спецсредствами, однако эти требования — скорее исключение, чем правило.
- технические и вспомогательные службы
- юридический отдел — оказывает правовую помощь объектам охраны при необходимости.

## Оружие, специальные средства и экипировка

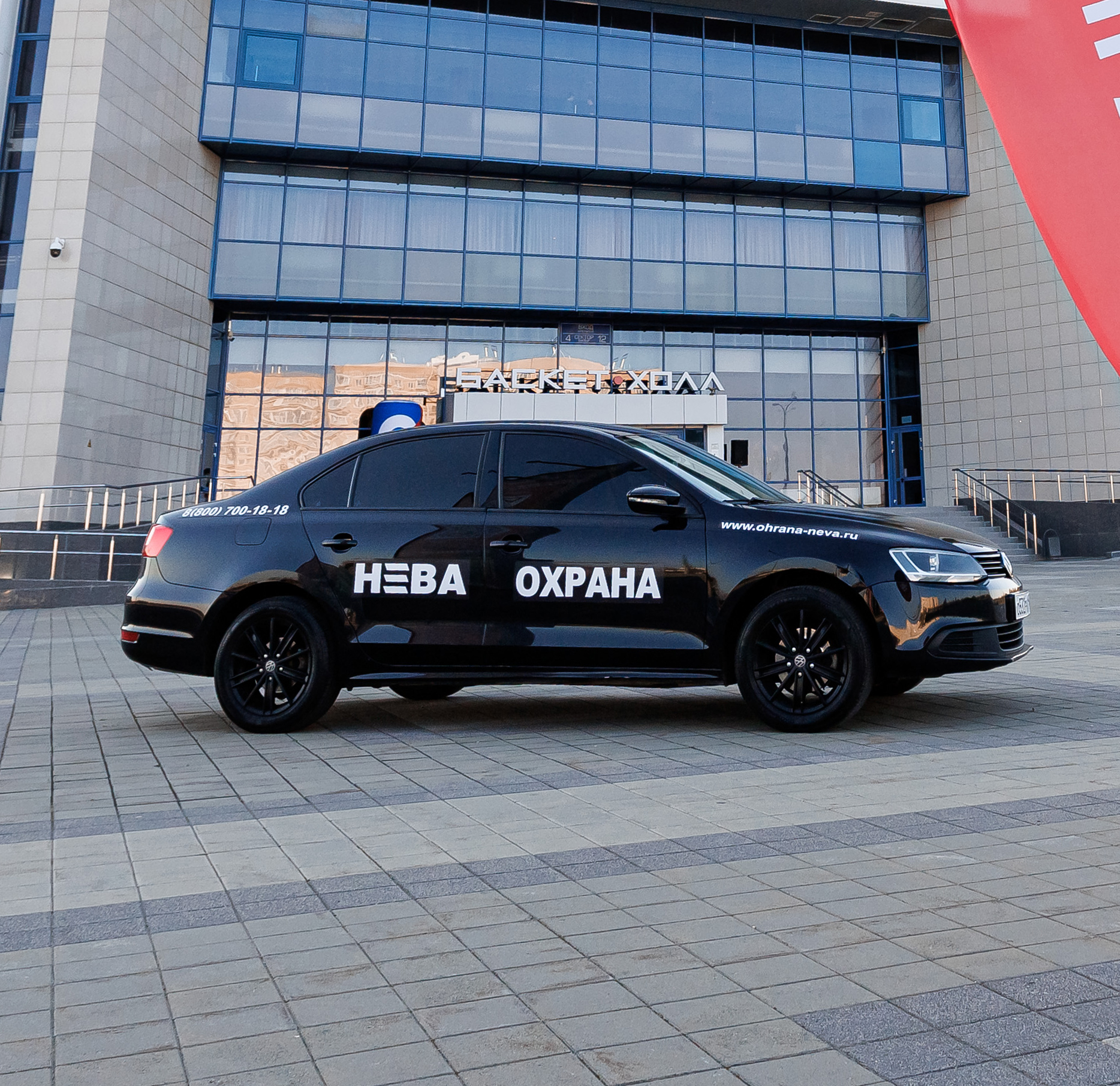
Автомобиль частного охранного предприятия

Единой формы одежды для сотрудников частных охранных фирм и служб безопасности не установлено, поэтому каждый ЧОП разрабатывает себе униформу самостоятельно. Основными критериями для всех видов корпоративной одежды и обуви охранников являются её определенная схожесть с армейской, практичность для несения службы и относительно невысокая цена. Как правило, на форменную одежду крепятся нашивки с надписью «Охрана», наименованием и эмблемой организации и т. д..
1 июля 2002 года в РФ была установлена административная ответственность за незаконное ношение сотрудниками частных охранных структур форменной одежды с символикой государственных военизированных организаций, однако ношение форменной одежды без использования символики запрещено не было.
Сотрудники частных охранных фирм вправе использовать защитные шлемы I—III класса защиты и бронежилеты I—V класса защиты (на практике, средствами индивидуальной защиты снабжают лишь отдельные категории охранников: инкассаторов, сотрудников групп быстрого реагирования, телохранителей).
Типы и модели оружия для частных охранников, порядок приобретения, учета, хранения и ношения ими оружия регламентируются Правительством Российской Федерации. Фактически, перечень разрешенного служебного оружия существенно ограничен и по тактико-техническим характеристикам уступает вооружению рядовых сотрудников полиции.
Первый случай применения частными охранниками огнестрельного оружия был зафиксирован в 1991 году в Москве.
В период с марта 1992 до июля 1997 года (до вступления в силу Федерального закона «Об оружии») на вооружении частных охранных фирм находились пистолеты Макарова (предоставленные в аренду ОВД), гладкоствольные ружья, а также газовые пистолеты и револьверы. В дальнейшем, ПМ остались только в службах авиабезопасности, а в остальных охранных предприятиях их сменили служебные пистолеты и револьверы (в основном, ИЖ-71 под патрон 9×17 мм).
Следующие изменения в структуре вооружения частной охраны имели место в 2005—2006 году, когда в связи с изменившимися криминалистическими требованиями часть ранее находившихся на балансе ЧОП гладкоствольных охотничьих ружей была заменена на их «служебные» модификации (в основном, полуавтоматы «Сайга»). Одной из целей введения новых ограничений являлось стремление пресечь развитие практики предоставления руководителями ЧОПов служебных пистолетов для постоянного ношения лицам, которые оформлялись в ЧОПы в качестве охранников-совместителей.
Последнее изменение произошло 1 января 2010 года — со вступлением в силу Федерального закона № 272-ФЗ от 22.12.2008, огнестрельное оружие частных охранных структур было передано на баланс МВД РФ и в настоящее время используется на правах аренды; в то же время за ЧОПами сохранили право на приобретение боевых патронов, служебного травматического оружия, гражданского оружия самообороны и спецсредств (это резиновые дубинки, электрошокеры, слезоточивый газ, а также специальные красящие вещества для маркировки преступников — например, несмываемая краска «родамин»).
Частным охранным структурам РФ не разрешено использовать служебных собак в качестве специальных средств.

## Перспективы
Одна из инициатив Росгвардии — создание группы охранных предприятий, которые по аналогии с казачьими обществами возьмут на себя часть обязательств перед государством по обеспечению нацбезопасности. Как заметил начальник Главного управления госконтроля и лицензионно-разрешительной работы Росгвардии Леонид Веденёв, эта инициатива сегодня находится в стадии обсуждения с представителями ЧОП.
В 2015 году в Самарской области по инициативе и поддержке начальника ГУ МВД по Самарской области, генерал-лейтенанта полиции Алексея Солодовникова были массово восстановлены народные дружины ДНД, с добровольно-принудительным участием частных охранных организаций.

## Эффективность и результативность
По эффективности противодействия преступности, российские частные охранные структуры существенно уступают государственным правоохранительным органам, вневедомственной охране, ФГУП «Охрана» Росгвардии, ведомственной охране.
- так, в 2002 году численность частных охранников в Москве в 2,5 раз превышала численность личного состава вневедомственной охраны милиции, однако в течение 2002 года милиционеры ОВО пресекли 3 тыс. преступлений, а частные охранники — семь[67].
- в 2010 году на всей территории России 663 тыс. частных охранников сумели пресечь лишь 11 % преступлений и посягательств на охраняемые объекты (282 из 2538 случаев)[68]. При этом, 157 тыс. сотрудников вневедомственной охраны предотвратили в течение 2010 года более 86 тыс. преступлений[69][70].
- в 2011 году эффективность действий частной охраны повысилась, частные охранники отразили половину нападений[71].
- в 2013 году эффективность работы частной охраны снизилась; частные охранники успешно отразили 33 % нападений[72]

## Критика

### Криминальные проявления в частной охранной деятельности
Частная охранная деятельность в Российской Федерации развивается в условиях недостаточного социально-правового контроля, что создает условия для криминальных проявлений в этой области. Наиболее опасные криминальные проявления в частной охранной деятельности следующие:
- замещение организованных преступных групп в криминальной традиции «крышевания» бизнеса;
- занятие запрещенной деятельностью (включая преступную) под прикрытием официально зарегистрированных частных охранных организаций;
- оказание услуг не предусмотренных действующим законодательством, в том числе с присвоением прав государственных правоохранительных органов;
- негласное участие в разрешении гражданско-правовых конфликтов с применением мер силового воздействия и служебного оружия, участие в рейдерских захватах собственности;
- аффилирование коммерческими организациями частных охранных структур в целях самовооружения учредителей, а равно вооруженной охраны лидеров преступных сообществ.[73]

Проблема кооперации ЧОО и организованной преступности остаётся нерешённой. Незадолго до реформы эксперты МВД РФ писали, что 84 % опрошенных следственных и оперативных работников отмечали использование преступниками в качестве документов «прикрытия» удостоверений сотрудников охранных фирм, «треть указанных документов… были подлинными, что наводит на определённые размышления». Тем не менее лжеохранные фирмы, созданные на Ставрополье в 2007 году бандой С. В. Цапка (ООО "Частное охранное предприятие «Центурион-Плюс» — ликвидировано только в 2013 году) и в Башкирии — бандой братьев Аглиуллиных, успешно прошли переаттестацию.

### Гендерная дискриминация
Труд женщин оказывает положительное влияние на все сферы жизнедеятельности. Вместе с тем он сопряжен с рядом трудностей, в части дискриминации женщин на рынке труда, охранные организации не охотно принимают женщин охранниками, указывая прямо или косвенно на отсутствие «женских вакансий». Подобная по гендерному признаку дискриминация наказывается по заявлению через прокуратуру по ст. 5.62. КоАП РФ. Влечет наложение административного штрафа на юридических лиц — от 50 тысяч до 100 тысяч рублей.

### Административный произвол
Работа в частных охранных организациях для работников частной охраны, сопряжена со множеством негативных факторов в части нарушения трудового и налогового кодекса со стороны работодателя частных охранных организаций. Например, нарушение трудовых прав проявляется в работе вахтовым методом в крупных городах Москвы и Санкт-Петербурга. Работники частной охраны создают интернет - сообщества где публикуют чёрные списки ЧОПов..

### Низкая квалификация охранников
В сентябре 2012 года председатель правления общероссийской общественной организации «Безопасное Отечество» Д. Жирков отмечал, что «высококвалифицированные специалисты» составляют сравнительно небольшую часть, «от 10 до 20 процентов» от общего количества частных охранников.
В 2014 году Управление по организации лицензионно-разрешительной работы МВД России отмечало, что большинство частных охранников имели низший квалификационный разряд. Некоторые недобросовестные граждане покупали в специализированных фирмах полный пакет документов охранника, — «4-я категория будет стоить 8 тыс. рублей, а за 10 тыс. можно и 6-ю купить, и при этом даже учиться не надо».

## Дополнительная информация
- В Нижнем Новгороде при Академии безопасности «Беркут» открыт первый и единственный в РФ Музей частной охраны и сыска[82]